# Museo euromediterraneo delle arti contemporanee
Il Museo euromediterraneo delle arti contemporanee è un museo di Palermo.
Il museo è ospitato all'interno del padiglione 19 dei Cantieri Culturali alla Zisa, dove i lavori di riqualificazione dell'immobile sono in corso. Il capannone che riguarda questo progetto si sviluppa su una superficie di quasi 2.000 metri quadrati.
Gli interni dell'edificio vedranno quindi la ridefinizione degli spazi con l'inserimento delle tecnologie e dei materiali necessari per le mostre e per altri eventi legati alle arti visive.
Una volta ristrutturato, il padiglione potrà anche essere suddiviso in più ambienti, in modo che sia possibile articolare i percorsi espositivi. L'allestimento dei saloni per le esposizioni sarà improntato a una massima flessibilità e fungibilità degli spazi, con attrezzature mobili (pannelli, pedane e supporti) per la sistemazione di quadri, sculture o installazioni e per lo svolgimento di mostre multimediali. Prevista anche una sala per proiezioni e conferenze.
L'impianto elettrico e il circuito per la canalizzazione dei flussi d'aria, si svilupperanno sottotraccia nella pavimentazione e nelle pareti, in modo da salvaguardare l'estetica dei locali. Le pareti, inoltre, avranno uno speciale rivestimento per l'isolamento termico e, all'interno, un sistema di camere d'aria come terminale dell'impianto di climatizzazione, collegato a tre unità di controllo.
L'allestimento del padiglione museale rappresenta il primo stralcio del progetto. Il secondo, ancora da finanziare, riguarderà la successiva ristrutturazione di un altro corpo di fabbrica, adiacente al primo, da destinare a servizi e ad attività complementari.
Aggiornamento 2012: Il primo stralcio è stato completato. Il museo rimane tuttavia chiuso, in assenza di una collezione. L'elevato costo di gestione degli impianti rende inoltre onerosa l'apertura.